# 미쓰비시 FTO
미쓰비시 FTO는 미쓰비시 자동차공업의 전륜구동 중형 스포츠 쿠페로, 갤랑 쿠페 FTO의 후속 차종이다. 토요타 셀리카, 닛산 실비아, 혼다 인테그라와 경쟁했다.